# Corzano
Corzano is een gemeente in de Italiaanse provincie Brescia (regio Lombardije) en telt 1100 inwoners (31-12-2004). De oppervlakte bedraagt 12,3 km², de bevolkingsdichtheid is 82 inwoners per km².

## Demografie
Corzano telt ongeveer 419 huishoudens. Het aantal inwoners steeg in de periode 1991-2001 met 9,4% volgens cijfers uit de tienjaarlijkse volkstellingen van ISTAT.
| Jaar | Inwoneraantal |
| ---- | ------------- |
| 1991 | 896           |
| 2001 | 980           |

## Geografie
Corzano grenst aan de volgende gemeenten: Barbariga, Brandico, Comezzano-Cizzago, Dello, Longhena, Pompiano, Trenzano.